# なかじまなかじま
『なかじまなかじま』は、西炯子による日本の漫画作品。隔月刊誌『メロディ』（白泉社）にて2011年10月号〜2012年8月号、10月号〜2013年8月号、10月号〜2014年8月号まで連載された。単行本は全3巻。

## あらすじ
東京のお嬢様短大に補欠で合格した北白川麗奈は、その華やかな名前とは裏腹に、コンプレックスでしかない176センチメートルの身長を低く見せるための猫背に、もう何年も美容院へ行っていないボサボサの髪、流行とは縁遠いダサい服装と、完全に名前負けの容姿をしていた。アルバイトで失敗してしまった時や嫌な事があった時は、趣味の陸上選手ウォッチングで心を癒やす日々を送っていた。
ある日、短大の同級生で芸能事務所の社長令嬢が映画のエキストラを集めていて麗奈も参加するが、撮影現場で監督の中島圭から「暗いブス」「いいブスっぷり」「俺のミューズ」だとまくし立てられる。自覚はしていても、衆目の面前で大声でブスと言われ麗奈はひどく傷つく。麗奈を忘れられない圭が麗奈の元を訪れ、麗奈が主演の映画を撮ると宣言する。目立つことが大嫌いな麗奈は即座に拒否するが、その後も圭はしつこく麗奈に接触してくる。
麗奈が数年前から成長を楽しみにウォッチングを続けてきた、高校陸上界の長距離の新星・中島俊が麗奈のバイト先へやって来る。俊に気付いた麗奈は緊張の余り失敗してしまい、グラスで指を切った麗奈に俊はハンカチを差し出す。俊は実は圭と親子で、少し前から麗奈をよく叱られているお姉さんと認識していた。その一件以来、麗奈は憧れの俊が圭の息子であることを知らないまま距離が縮まるが、年頃の俊は同級生にからかわれたのが原因で麗奈と距離を置き始める。
同級生の桜沢かすみに頼まれ、断り切れずに彼女の友人が主宰する劇団でラブドール役で出演することになった麗奈は、「北白川麗奈」ではない自分に高揚する。スタッフのすすめでたまたま観劇していた圭は麗奈の才能を改めて確信し、自分の新作への出演をオファーする。圭の第一印象が最悪だった麗奈だったが、少しずつ変化していく気持ちを自覚していた。だが、「ミューズだ」と言ってくれていた圭本人から「商品として愛してる」「女とは金輪際恋愛しない」と言われる。
圭が麗奈と知り合いであることに気付いた俊は、2人の関係を勘繰ってしまい、ひどく動揺する。部活をサボり、終いには家出をしてしまう。麗奈のことが好きだと自覚し、圭にだけはとられたくない俊は、思い余って結婚を申し込んでしまう。麗奈自身も俊を好きだと思っていたが、俊からのプロポーズをすぐに断ってしまい、圭への思いにようやく気が付くのだった。

## 登場人物
北白川 麗奈
紅学園短期大学部。東京都心の、ほとんどの学生が内部進学のお嬢様校である紅学園短期大学部に偶然出た補欠枠で入学。
子供の頃から“暗いブス”と言われ続けてきて、コンプレックスの長身を隠すために猫背になっていることが拍車をかけて、より一層暗さを増している。ハンバーガーショップでアルバイトをしているが、接客は大の苦手でミスも多く、上司からは怒られてばかりいる。
唯一の趣味は陸上選手ウォッチングで、中島俊には彼が小学6年生の頃から注目していた。
中島 圭
映画監督。44歳。バツイチ。ピンク映画から始めて、現在は日本の映画界で最も注目されている存在。元妻からは“成功したインディーズ”止まりだと言われる。
中島 俊
都立杉板高校生徒。16歳。圭の息子。陸上界の長距離のホープ。
桜沢 かすみ
紅学園短期大学部仏文科。小説家を目指して小説研究会に所属している。麗奈を半ば無理やり勧誘する。サクラ製菓社長令嬢。名前負けしている点では麗奈に劣らない容姿をしている。

## 書誌情報
- 西炯子 『なかじまなかじま』 白泉社〈花とゆめコミックス〉 全3巻
  1. 2012年10月24日発売[3]、ISBN 978-4-592-19731-7
  2. 2013年12月20日発売[4]、ISBN 978-4-592-19732-4
  3. 2014年11月05日発売[5]、ISBN 978-4-592-19733-1